# Wilson Martins (crítico literário)
Wilson Martins (São Paulo, 3 de março de 1921 — Curitiba, 30 de janeiro de 2010) foi um professor, escritor, magistrado, jornalista, historiador e crítico literário brasileiro, autor da coleção monumental História da Inteligência Brasileira.

## Biografia

### Formação, jornalismo e crítica literária
Wilson Martins se dizia educado pelo "sistema antigo, de rigor, disciplina e obediência, sem excessos de complacência". Ele se considerava autodidata, lendo sem parar desde criança.
Com apenas 16 anos de idade, Wilson já era revisor no Jornal Gazeta do Povo como prestador de serviço, sendo contratado somente em 1945 como funcionário do jornal.
Foi um dos primeiros locutores da Rádio Clube Paranaense, nos anos de 1930 e 1940.
Formou-se em direito em 1943 pela Universidade do Paraná (atual UFPR).
Estreou como crítico literário com a publicação, em 1946, da coletânea Interpretações. Após receber bolsa de estudos do governo francês, passou uma temporada em Paris entre 1947 e 1948, fazendo estudos de especialização literária, depois do que passou a dedicar-se à literatura também como professor.
Seu primeiro emprego como crítico literário foi a partir de 1954 no jornal O Estado de S. Paulo, onde substituiu Sergio Milliet e permaneceu até 1974. Trabalhou no Jornal do Brasil de 1978 até 1995, quando transferiu sua coluna semanal para O Globo, retornando para o Jornal do Brasil em 2005. Também foi colunista da Gazeta do Povo.

### Magistratura e docência
Em 1952, após aprovado em concurso, tornou-se juiz de direito no Paraná, permanecendo no cargo até 1962.
Também em 1952 iniciou a carreira de professor, lecionando língua e literatura francesa na Faculdade de Filosofia da Universidade do Paraná até 1962.
Foi professor de Literatura Brasileira na New York University desde 1965 até sua aposentadoria em 1991, quando foi homenageado com o título de Professor Emérito.

### Morte
Morreu em Curitiba, dia 30 de janeiro de 2010, aos 88 anos de idade, em decorrência de complicações de saúde, onde estava internado no Hospital Nossa Senhora das Graças.

## Prêmios
Entre outros prêmios, recebeu o Jabuti, da Câmara Brasileira do Livro, por duas vezes, em 1977 na categoria estudos literários e 1978 na categoria ciências humanas, por volumes do livro “História da Inteligência Brasileira”, e o Prêmio Machado de Assis, da Academia Brasileira de Letras, em 2002, pelo conjunto de sua obra.

## Pensamentos
Para Wilson Martins, o cânone literário era a melhor tábua de comparação disponível.
Os alvos das críticas de Martins foram o multiculturalismo e o relativismo, que dizia colocar toda e qualquer obra em pé de igualdade. Segundo ele, isso seria nivelar a cultura por baixo. Sua crítica era norteada pela qualidade da obra. Martins também foi crítico da chamada “literatura engajada” a qual a esquerda brasileira defendia e praticava. Wilson se norteou pela qualidade literária, apontando que certos livros que se inscreviam nesta corrente revolucionária careciam de valor artístico.
Escritor respeitado, é autor da monumental obra em sete volumes História da Inteligência Brasileira; escreveu também A ideia modernista, Crítica literária no Brasil e A palavra escrita, entre outros.

## Trabalhos
Seus principais trabalhos incluem:
- A ideia modernista (1965, 5ª ed. 1977) - traduzido para o inglês por Jack Tomlins (1971), The modernist idea: a critical survey of Brazilian writing in the twentieth century, New York University Press, ISBN 0814702937 reviewed at
- História da Inteligência Brasileira - 7 volumes
- A Crítica Literária no Brasil - 2 volumes